# Gauliga Baden 1944/45
Die Gauliga Baden 1944/45 war die zwölfte und letzte Spielzeit der Gauliga Baden im Fußball. Ein geregelter Spielbetrieb fand in Süd- und Mittelbaden nicht mehr statt, lediglich in Nordbaden wurde vom 2. September 1944 bis zum 14. Januar 1945 gespielt. Der SV Mannheim-Waldhof 07 wurde nach dem 1:0-Sieg am 31. Dezember 1944 über den VfR Mannheim letzter Gaumeister, da der VfR als einziger Verfolger die Waldhöfer nicht mehr von der Spitze verdrängen konnte. Eine deutsche Meisterschaft wurde 1944/45 nicht mehr ausgespielt. Nach Kriegsende lösten die Oberligen die Gauligen als höchste deutsche Spielklasse ab. 

## Kreuztabelle
| 1944/45                         | SV Waldhof Mannheim | VfR Mannheim | VfTuR Feudenheim | KSG VfL/07 Neckarau | FG Union Heidelberg | KSG Käfertal/Phönix |
| ------------------------------- | ------------------- | ------------ | ---------------- | ------------------- | ------------------- | ------------------- |
| SV Mannheim-Waldhof 07          |                     | 3:1          | 4:2              | 2:0                 | -:-                 | 2:0                 |
| VfR Mannheim                    | +0:0                |              | 14:1             | 4:3                 | -:-                 | -:-                 |
| VfTuR Feudenheim                | 0:3                 | 1:2          |                  | 6:3                 | -:-                 | 5:1                 |
| KSG Neckarau/SpVgg 07 Mannheim  | 2:10                | 0:3          | 1:4              |                     | 2:0                 | -:-                 |
| FG Union Heidelberg             | 0:1                 | 1:7          | 1:5              | -:-                 |                     | -:-                 |
| KSG SC Käfertal/Phönix Mannheim | -:-                 | -:-          | -:-              | -:-                 | -:-                 |                     |

## Abschlusstabelle
| Pl. | Verein                            | Sp. | S | U | N | Tore    | Quote | Punkte |
| --- | --------------------------------- | --- | - | - | - | ------- | ----- | ------ |
| 1.  | SV Mannheim-Waldhof 07            | 6   | 5 | 0 | 1 | 022:500 | 4,40  | 10:20  |
| 2.  | VfR Mannheim (M)                  | 6   | 5 | 0 | 1 | 024:800 | 3,00  | 10:20  |
| 3.  | VfTuR Feudenheim                  | 6   | 2 | 0 | 4 | 014:270 | 0,52  | 04:80  |
| 4.  | KSG Neckarau/SpVgg 07 Mannheim    | 6   | 0 | 0 | 6 | 009:290 | 0,31  | 0:12   |
| 5.  | FG Union Heidelberg a             | 0   | 0 | 0 | 0 | 000:000 | 1,00  | 0:0    |
| 6.  | KSG SC Käfertal/Phönix Mannheim b | 0   | 0 | 0 | 0 | 000:000 | 1,00  | 0:0    |

| (M) | Titelverteidiger |

## Statistiken

### Torschützen
Torschützenkönig wurde Paul Lipponer junior von der VfTuR Feudenheim mit 10 Treffern. Walter Danner erzielte 9 Tore in einem Spiel, was ein Rekord in der Gauliga Baden darstellt.

### Zuschauer
- Spiel mit den meisten Zuschauern: SV Mannheim-Waldhof 07 – VfR Mannheim (15. Oktober 1944; 1.750 Zuschauer)